# Rue d'Argenson
La rue d'Argenson est une voie du 8e arrondissement de Paris. 

## Situation et accès
Elle commence rue La Boétie et se termine boulevard Haussmann.

## Origine du nom
Elle a reçu sa dénomination en l'honneur de la famille d'Argenson, famille aristocratique d'hommes d'État qui a notamment donné un lieutenant général de police de Paris, Marc-René de Voyer de Paulmy d'Argenson (1652-1721).

## Historique
Cette rue — ainsi que la rue Cambacérès — a été détachée de la rue de la Ville-l'Évêque ; elle a pris sa dénomination actuelle le 2 octobre 1865. Elle correspond en grande partie à la section qui, en 1807, prolongea la rue de la Ville-l'Évêque de la rue Verte à la rue La Boétie puis jusqu'à la rue de la Pépinière.

## Bâtiments remarquables et lieux de mémoire
- No 1 : galerie Lydia Conti (ouverte de 1947 à 1950), un des lieux mythiques du mouvement de l'Abstraction Lyrique, qui a exposé notamment les peintres Hans Hartung et Pierre Soulages.
- No 5 : le peintre Vahan Khatchatrian, dit Zaven, ouvre la galerie Gavart en 2000[1].
- No 9 : Robert Linzeler y avait son magasin de joaillerie en 1932.
- No 11 : ancien hôtel de la comtesse de la Bouillerie. Il fut le siège de la Société de construction des Batignolles, puis de Lazard Frères Gestion.

## Sources
- Félix de Rochegude, Promenades dans toutes les rues de Paris. VIIIe arrondissement, Paris, Hachette,  1910.